# Cappella di San Luigi a Capezzolo
La cappella di San Luigi a Capezzolo è una chiesa situata nel comune di Castiglione della Pescaia.
La sua ubicazione è a ovest dell'abitato di Riva del Sole, nei pressi del promontorio di punta Capezzolo, rispetto a cui sorgono nell'immediato retroterra, a nord della ex strada statale 322 delle Collacchie: è la cappella gentilizia di villa Malenchini.

## Storia
L'aspetto attuale dell'edificio religioso risale agli inizi del Novecento, più precisamente al 1911, risultando pertanto coevo alla villa della quale costituisce appunto la cappella gentilizia.

## Descrizione

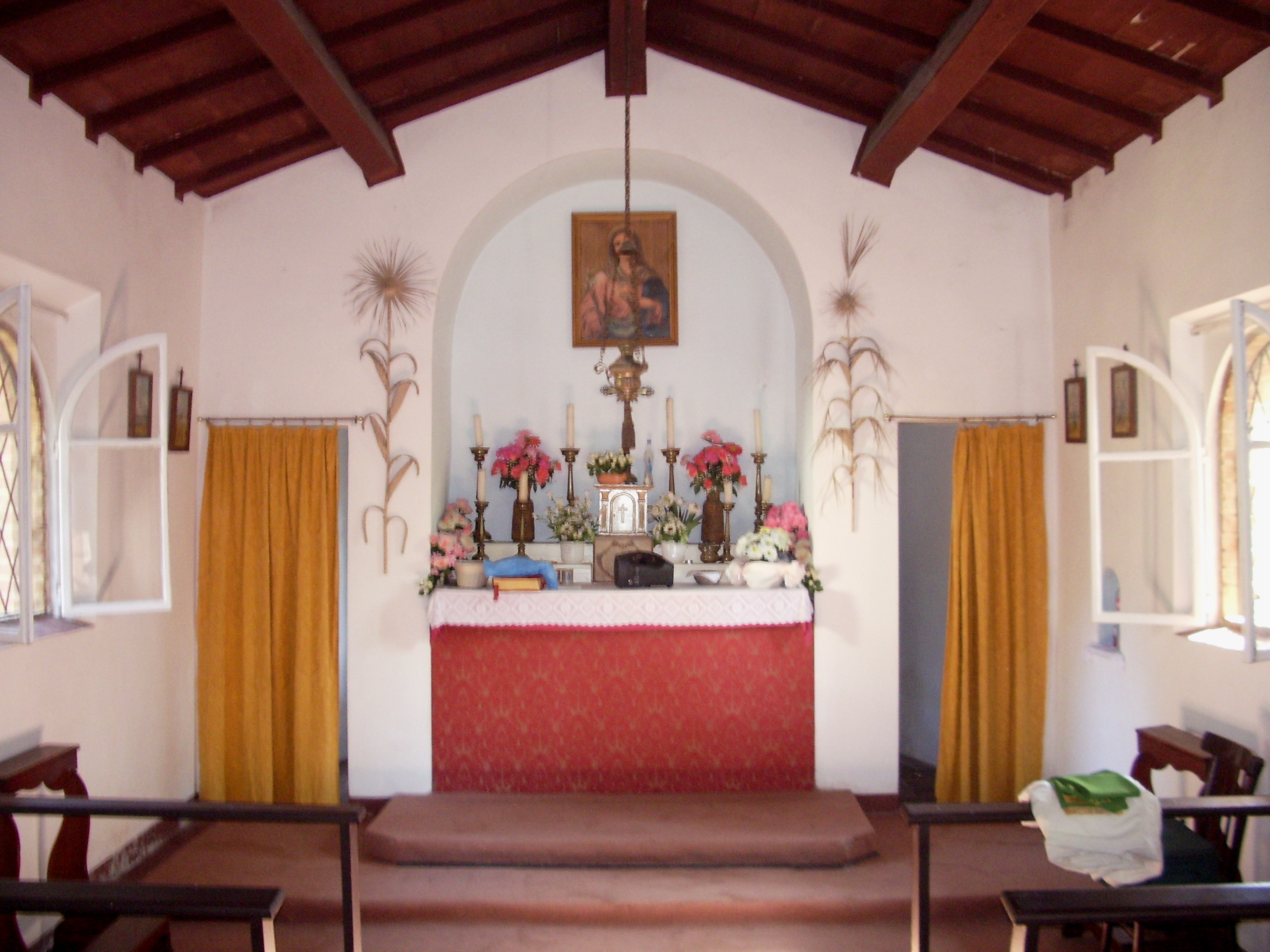
Interno della cappella

Situata nel bosco di macchia mediterranea che circonda a pochi metri il lato orientale della residenza signorile, si presenta come un semplice edificio ad aula unica a pianta rettangolare, con il tetto a capanna e la facciata anteriore preceduta da un caratteristico porticato a tre ordini, con archi a tutto sesto poggianti su pilastri a sezione quadrangolare, che costituisce il lato aperto del pronao presso cui si giunge attraverso una serie di scalini. Sopra l'arco centrale è collocato uno stemma. Il pronao presenta gli archi e i pilastri rivestiti in laterizi, mentre l'area anteriore sovrastante ai tre ordini di arcate è caratterizzata da un rivestimento in pietra.
Il portale d'ingresso architravato, sovrastato da una lunetta racchiusa da un arco in stile neomedievale, si apre al centro della facciata propriamente detta rivestita in intonaco, ove si aprono lateralmente due finestre di forma rettangolare, che rievocano gli elementi stilistici tipici delle cappelle rurali della zona.
Nella parte posteriore dell'edificio religioso si eleva un caratteristico campanile a vela.